# Allagoptera brevicalyx
Allagoptera brevicalyx är en enhjärtbladig växtart som beskrevs av M.Moraes. Allagoptera brevicalyx ingår i släktet Allagoptera och familjen Arecaceae. Inga underarter finns listade i Catalogue of Life.